# Topli Do (Pirot)
Topli Do (Servisch cyrillisch Топли До) is een plaats in de Servische gemeente Pirot. De plaats telt 108 inwoners (2002).